# Фермин IV
Фермин IV Кабальеро Элизондо (исп. Fermín IV Caballero Elizondo, род. 22 декабря 1974, Монтеррей) — мексиканский рэпер и пастор-евангелист, более известный как бывший участник мексиканской хип-хоп группы «Control Machete». В составе «Control Machete» в 2000 году он получил номинацию на премию «Латинская Грэмми» за песню «Sí señor» как «Лучшая рок-песня», платиновый сертификат RIAA за альбом «Mucho Barato», а затем как сольный исполнитель он дважды становился победителем премии «Арпа» в 2003 и 2018 годах в номинации «Лучший городской альбом».

## Биография
Фермин IV родился в Монтеррее, штат Нуэво-Леон, Мексика. В начале 1990-х он был участником рок-группы «Prófuga de Metate». Фермин IV начал писать рэп под влиянием американских групп «Cypress Hill» и «Wu-Tang Clan». В 1996 году диджей и музыкант Той Селекта создал группу «Control Machete», в которую помимо него вошли Фермин IV и Патрисио Элизальде. В 1997 году они выпустили свой первый альбом под названием «Mucho Barato», который был хорошо принят публикой. В 1999 году вышел их второй альбом «Artillería Pesada Presenta», сингл из которого «Sí Señor» был выдвинут на премию «Латинская Грэмми» в номинации «лучшая рок-песня». Вместе с группой «Control Machete» Фермин IV гастролировал по Америке и Европе, выступая вместе с U2, Эминемом и Дэвидом Боуи.
В 2000 году он покинул группу и в 2002 году выпустил свой первый сольный альбом «Boomerang», за который получил две премии «Арпа». Песня «004» с этого альбома была включена в саундтрек к американскому боевику «Три икса» в 2002 году. В то же время он увлёкся христианством, приняв участие в записи нескольких альбомов духовной христианской музыки. В 2006 году Фермин IV стал пастором-евангелистом. В 2017 году он подписал контракт с лейблом «Sony Music», и в августе того же года выпустил мини-альбом «Odio / Amor», который принёс ему премию Арпа в номинации «Лучший городской альбом».

## Дискография

### В составе «Control Machete»
- 1996 — «Mucho Barato»
- 1999 — «Artillería Pesada Presenta»
- 2002 — «Solo Para Fanáticos»

### Сольная карьера
- 2002 — «Boomerang»
- 2004 — «Fermín IV En Vivo»
- 2005 — «Los Que Trastornan al Mundo»
- 2008 — «Fermin IV Presenta: Están por Alcanzarte / Hip Hop por la Vida»
- 2008 — «Dúos Con»
- 2014 — «Y Mi Vida Comenzó»
- 2017 — «Odio/Amor»
- 2019 — «Decisiones»
- 2022 — «Ya Puedes Sonreír»